# (6358) Chertok
(6358) Chertok (1977 AL1) – planetoida z grupy pasa głównego asteroid okrążająca Słońce w ciągu 4,23 lat w średniej odległości 2,61 j.a. Odkryta 13 stycznia 1977 roku.